# Vendég a háznál, öröm a háznál / Süsü, a pesztra
A Vendég a háznál, öröm a háznál / Süsü, a pesztra 1986-ban jelent meg, Csukás István és Bergendy István hanglemezes albuma, mely a Süsü, a sárkány című nagy sikerű bábfilmsorozat negyedik és ötödik epizódjának hangjáték változata.
Ez a lemez az 1982 és 1988 között megjelent Csukás István és Bergendy István: Süsü című ötlemezes sorozatának harmadik albuma.

## Alkotók
- Írta: Csukás István
- Zenéjét szerezte: Bergendy István
- Rendezte: Szabó Attila
- Hangmérnök: Horváth János
- Zenei rendező: Oroszlán Gábor
- Asszisztens: Csepeli Péter
- Felvételvezető: Dabasi Péter

## Az album számai
1. "Vendég a háznál, öröm a háznál" – 25:01
2. "Süsü, a pesztra" – 23:24

Teljes idő: 48:33

## Szereposztás
- Süsü: Bodrogi Gyula
- Holló: Verebély Iván
- Öreg király: Csákányi László
- Kancellár I.: Kaló Flórián
- Király: Sztankay István
- Írnok: Mikó István
- Borbély: Szombathy Gyula
- Zsoldos I.: Zenthe Ferenc
- Zsoldos II.: Horkai János
- Pék: Usztics Mátyás
- Favágó I.: Márkus Ferenc
- Favágó II.: Horváth József
- Királyné: Hűvösvölgyi Ildikó
- Dada: Tábori Nóra
- Kiskirályfi: Meixler Ildikó
- Hadvezér I.: Balázs Péter
- Kancellár II.: Velenczey István
- Petrence: Vajda László
- Zöldséges kofa: Hacser Józsa
- Torzonborz: Horváth Gyula
- Kancellár III.: Benedek Miklós
- Hadvezér II.: Szombathy Gyula
- Marcona I.: Vándor József
- Marcona II.: Ujlaki Dénes

Közreműködik a Bergendy Szalonzenekar és a Zajbrigád.